# Resolutie 2391 Veiligheidsraad Verenigde Naties
Resolutie 2391 van de Veiligheidsraad van de Verenigde Naties werd unaniem aangenomen door de VN-Veiligheidsraad op 8 december 2017. De door Frankrijk opgestelde resolutie bepaalde dat de Verenigde Naties via de MINUSMA-vredesmacht in Mali operationele en logistieke ondersteuning zouden leveren aan de gezamenlijke troepenmacht die dat land met de vier andere G5 Sahellanden op poten had gezet.
De vertegenwoordiger van Mali zag de internationale steun aan de G5 Sahel Force versterkt met de unanieme goedkeuring van deze resolutie. Zijn land had echter liever gehad dat de Veiligheidsraad de troepenmacht een sterker mandaat onder hoofdstuk VII van het Handvest van de Verenigde Naties had verleend. Verder had men meer steun in de vorm van communicatiemiddelen, uitrusting, infrastructuur en geld willen verkrijgen.

## Achtergrond

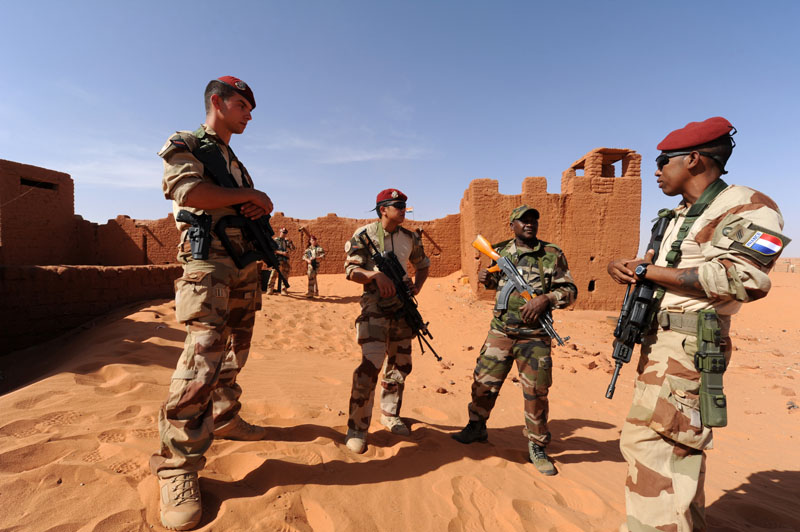
Franse en Nigerse troepen aan het uit de koloniale tijd daterende Fort van Madama in het noordoosten van Niger.

De G5 Sahel werd op 19 december 2014 opgericht om samen te werken op vlak van ontwikkeling en veiligheid. De hoofdzetel bevindt zich in de Mauritaanse hoofdstad Nouakchott. De regio had al een paar jaar te kampen met gewapende islamitische groeperingen. In 2013 werd een opmars van verschillende groeperingen, waarvan sommige aan Al Qaida werden gelinkt, door een Franse interventie ongedaan gemaakt. Ze bleven sindsdien echter aanslagen plegen in Centraal-Mali, alsook in Burkina Faso en Niger. Tientallen VN-blauwhelmen van de MINUSMA-vredesmacht die sinds 2013 actief was in Mali waren daarbij al omgekomen. De vredesmacht noch de betrokken landen hadden de nodige capaciteiten om offensieven tegen de terreurgroepen in te zetten. Enkel de Franse troepenmacht van operatie Barkhane had deze capaciteiten. Een nieuwe troepenmacht van de G5 Sahel, G5 Sahel Force of FC-G5S genoemd, werd in Mali gevestigd, en door een Malinese generaal geleid. Ze zou vooral de militaire samenwerking aan de grenzen van de betrokken landen moeten versterken. Vooral de grenzen tussen Mauritanië en Mali, Mali, Niger en Burkina Faso en Niger en Tsjaad waren hier van belang. In oktober 2017 voerde de macht haar eerste operatie uit. In maart 2018 moest ze volledig operationeel zijn.

## Inhoud
De FC-G5S moest voldoende middelen krijgen van zijn vijf lidstaten. De EU, verschillende Europese landen, Turkije en de VS hadden steun toegezegd. De troepenmacht zou jaarlijks zowat 423 miljoen euro gaan kosten. De vijf lidstaten hadden elk 10 miljoen toegezegd, de EU 50 miljoen, Frankrijk 8 miljoen en de VS 60 miljoen dollar. In totaal was reeds 177 miljoen euro toegezegd. Het resterende bedrag hoopte men in december 2017 op te halen op een donorconferentie in Brussel. Die conferentie werd door de G5 Sahel, de Afrikaanse Unie (AU) en de EU georganiseerd.
Op 16 oktober had secretaris-generaal António Guterres een aantal mogelijkheden voorgesteld waarop de VN kon helpen. Zo zou men logistieke ondersteuning kunnen bieden, al dan niet als onderdeel van de MINUSMA-vredesmacht. Die vredesmacht kampte echter met een chronisch gebrek aan middelen en capaciteiten. De G5 Sahellanden waren hier zeer over te spreken. De Veiligheidsraad was daarop zelf op missie geweest in Mali, Mauritanië en Burkina Faso om de situatie in te schatten.
De secretaris-generaal werd gevraagd zo snel mogelijk tot een akkoord te komen met de EU en de G5 Sahel, om via de MINUSMA-vredesmacht operationele en logistieke ondersteuning te bieden aan de FC-G5S. Deze steun gold enkel voor operaties op Malinees grondgebied, en zou medische en genieondersteuning en de levering van brandstof, water en voedsel omvatten. De kosten hiervan zouden via de EU volledig worden terugbetaald aan de VN.
Lijst ·  2337 ·  2338 ·  2339 ·  2340 ·  2341 ·  2342 ·  2343 ·  2344 ·  2345 ·  2346 ·  2347 ·  2348 ·  2349 ·  2350 ·  2351 ·  2352 ·  2353 ·  2354 ·  2355 ·  2356 ·  2357 ·  2358 ·  2359 ·  2360 ·  2361 ·  2362 ·  2363 ·  2364 ·  2365 ·  2366 ·  2367 ·  2368 ·  2369 ·  2370 ·  2371 ·  2372 ·  2373 ·  2374 ·  2375 ·  2376 ·  2377 ·  2378 ·  2379 ·  2380 ·  2381 ·  2382 ·  2383 ·  2384 ·  2385 ·  2386 ·  2387 ·  2388 ·  2389 ·  2390 ·  2391 ·  2392 ·  2393 ·  2394 ·  2395 ·  2396 ·  2397